# Strohhaube

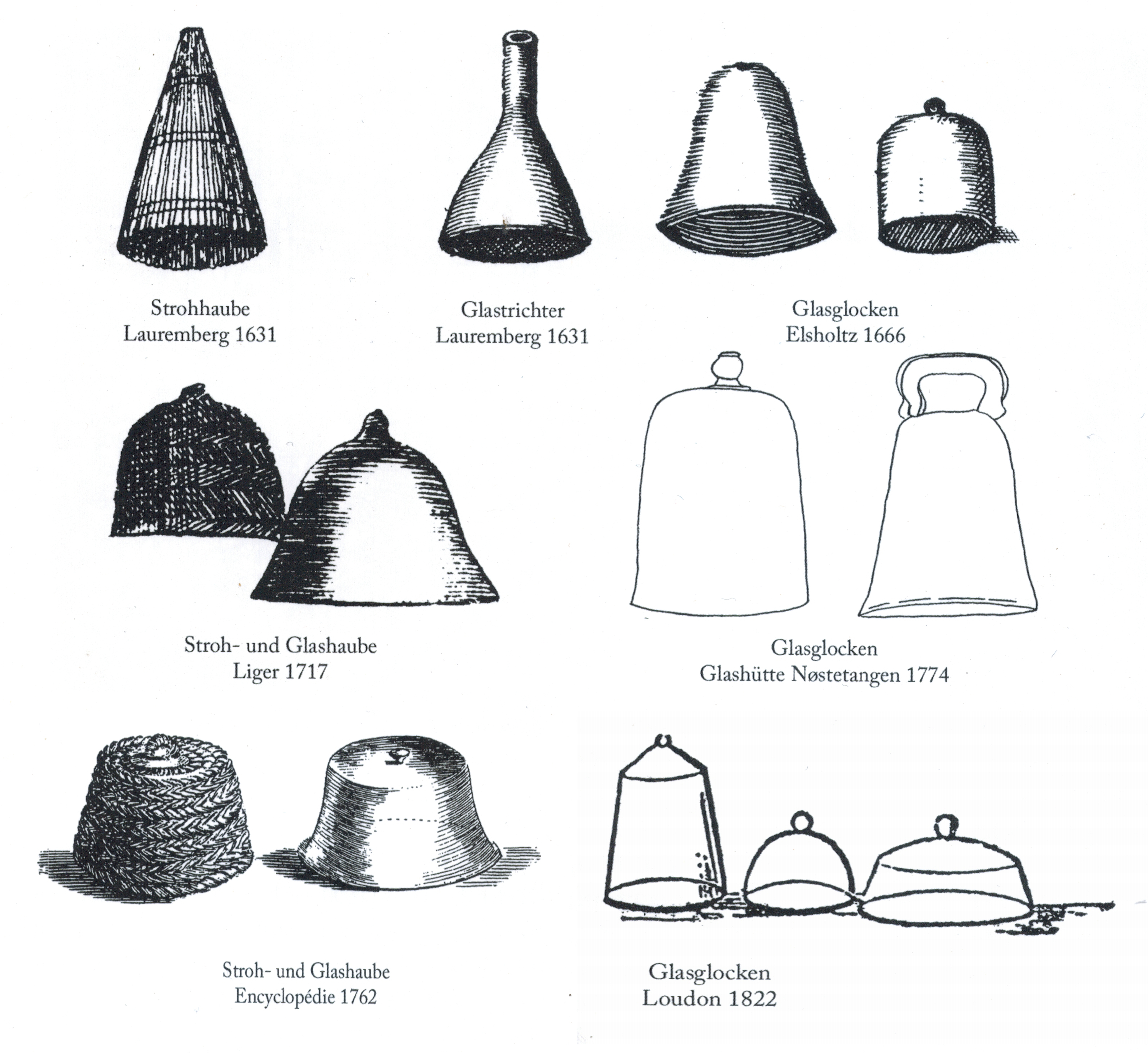
Strohhauben und Glasglocken aus der Zeit zwischen 1661 und 1762

Strohhauben dienten dazu, Pflanzen vor Kälte zu schützen. Peter Lauremberg beschrieb sie 1631. Sie dienten auch als Polsterung bei der Lagerung von Glasglocken und wurden verwendet, um die Pflanzen unter diesen vor zu starker Sonneneinstrahlung zu schützen, indem sie darüber gestülpt wurden.